# Oswaldella elongata
Oswaldella elongata är en nässeldjursart som beskrevs av Peña-Cantero, García-Carrascosa och Vervoort 1997. Oswaldella elongata ingår i släktet Oswaldella och familjen Kirchenpaueriidae.
Artens utbredningsområde är Södra Ishavet. Inga underarter finns listade i Catalogue of Life.